# Greytown (KwaZulu-Natal)
Greytown es una ciudad situada a orillas de un afluente del río Umvoti en una zona fértil productora de madera de la Provincia de KwaZulu-Natal, Sudáfrica . 

## Historia
Greytown fue establecido en la década de 1850 y lleva el nombre del gobernador de la Colonia del Cabo, Sir George Edward Gray, quien más tarde se convirtió en primer ministro de Nueva Zelanda . Una iglesia luterana fue construida en 1854. Una campana de la iglesia que fue llevada a la ciudad por la Iglesia reformada neerlandesa en 1861 para convocar a los fieles. Las congregaciones holandesas e inglesas fueron el centro de una serie de argumentos teológicos y la campana de la iglesia fue robada y enterrada, solo se encontró después de 74 años, después de la construcción de algunas casas de campo cerca de la antigua iglesia. Un ayuntamiento sorprendentemente diseñado se abrió en 1904. En 1906, tras un impuesto de votación y otras medidas opresivas impuestas a los zulúes, tuvo lugar la rebelión de Bambatha. 
El lugar de descanso final de Sarie Marais está en Greytown. Sarie fue una mujer legendaria de Voortrekker que murió, a los 37 años, con el nacimiento de su undécimo hijo y quedó inmortalizada por la canción del mismo nombre, una parte indeleble de la cultura sudafricana.Louis Botha, un general de la segunda guerra bóer y primer Primer Ministro de la Unión Sudafricana, nació en una granja 5 km al sur de Greytown. La antigua granja fue destruida por las fuerzas británicas durante las operaciones de búsqueda y destrucción. Louis Botha dirigió a las fuerzas bóeres durante su victoria sobre los británicos en la Batalla de Spion Kop . 
El artista Wonderboy Nxumalo nació en Greytown y murió allí en 2008.

## Educación
Deutsche Schule Hermannsburg, es una escuela privada a 25 kilómetros de Greytown, ofrece un servicio de autobús para estudiantes que residen en Greytown.
Wembley College es otra escuela privada en Greytown. Es un colegio internado bajo el sistema de Cambridge.